# Belleuse
Belleuse é uma comuna francesa na região administrativa de Altos da França, no departamento de Somme. Estende-se por uma área de 7,8 km². Em 2010 a comuna tinha 345 habitantes (densidade: 44,2 hab./km²).